# Liste der Bodendenkmale in Linden (Dithmarschen)
In der Liste der Bodendenkmale in Linden sind die Bodendenkmale der Gemeinde Linden nach dem Stand der Bodendenkmalliste des Archäologischen Landesamts Schleswig-Holstein von 2016 aufgelistet.
| Denkmal-ID           | Befundart               | Bezeichnung | Zeitstellung | Lage | Bemerkungen | Bild |
| -------------------- | ----------------------- | ----------- | ------------ | ---- | ----------- | ---- |
| aKD-ALSH-Nr. 000 254 | Grabmal > Großsteingrab | Steinkammer | Neolithikum  |      |             |      |